# Odomez
Odomez is een gemeente in het Franse Noorderdepartement (Frans: département du Nord) (regio Hauts-de-France). De gemeente telde op 1 januari 2022 936 inwoners en maakt deel uit van het arrondissement Valenciennes.

## Geografie
De oppervlakte van Odomez bedroeg op 1 januari 2022 4,87 vierkante kilometer; de bevolkingsdichtheid was toen 192,2 inwoners per km². Het oude tracé van de Schelde vormt de noordoostgrens van de gemeente. De rivier is er nu rechtgetrokken en gekanaliseerd.

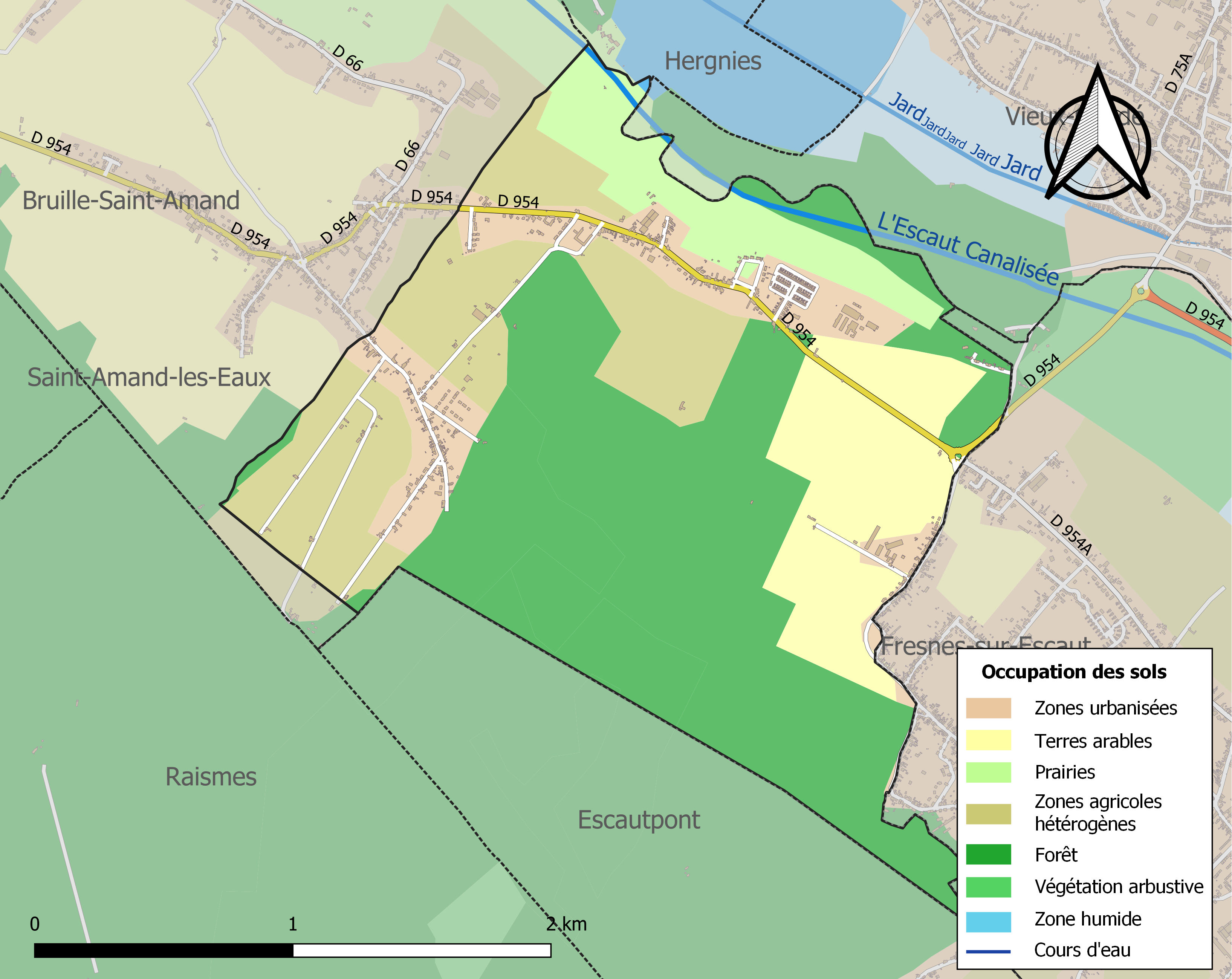
Kaart van de gemeente met belangrijkste infrastructuur, bodemgebruik en omliggende gemeenten

## Bezienswaardigheden
- Op de gemeentelijke begraafplaats van Odomez bevinden zich twee Britse oorlogsgraven uit de Eerste Wereldoorlog.

## Natuur en landschap
Ten noorden van Odomez loopt de Schelde. Odomez heeft geen kerk. De hoogte aan het gemeentehuis van Odomez bedraagt 23 meter.

## Economie
In Odomez was van 1927-1985 een fabriek van Kuhlmann in bedrijf. De fabriek vervaardigde kunstzijde. Op het hoogtepunt van het bedrijf werkten er 1200 mensen. Voor hen werd ook een cité gebouwd.

## Demografie
Onderstaande figuur toont het verloop van het inwonertal (bron: INSEE-tellingen).

## Nabijgelegen kernen
Bruille-Saint-Amand, Vieux-Condé, Fresnes-sur-Escaut